# Agylla volzi
Agylla volzi är en fjärilsart som beskrevs av Gustav Weymer 1909. Agylla volzi ingår i släktet Agylla och familjen björnspinnare. Inga underarter finns listade i Catalogue of Life.